# Bulbophyllum sulfureum
Bulbophyllum sulfureum là một loài phong lan thuộc chi Bulbophyllum.